# Theridion neomexicanum
Theridion neomexicanum là một loài nhện trong họ Theridiidae.
Loài này thuộc chi Theridion. Theridion neomexicanum được Richard C. Banks miêu tả năm 1901.